# Gustav Bull Mountains
Gustav Bull Mountains är ett berg i Antarktis. Det ligger i Östantarktis. Australien gör anspråk på området. Toppen på Gustav Bull Mountains är 309 meter över havet.
Terrängen runt Gustav Bull Mountains är kuperad norrut, men söderut är den platt. Terrängen runt Gustav Bull Mountains sluttar norrut.  Trakten är obefolkad. Det finns inga samhällen i närheten. 